# نورد-اودال
نورد-اودال (انگلیسی: Nord-Odal) یکی از مناطق مسکونی اینلاندت در شرق نروژ است. مساحت این منطقه مسکونی ۵۰۸ کیلومتر مربع و جمعیت آن طبق سرشماری سال ۲۰۰۵ میلادی، ۵٬۰۷۳ نفر بود.